# Kolleginnen
Kolleginnen ist eine Kriminalfilmreihe des ZDF mit Caroline Peters, Natalia Belitski und Götz Schubert in den Hauptrollen, die seit 2022 ausgestrahlt wird. Hauptschauplatz sind die Bundeshauptstadt Berlin und Umgebung.

## Handlung
Beim Berliner Landeskriminalamt ermitteln die erfahrene Hauptkommissarin Irene Gaup und ihre neue, aus Thüringen stammende, Kollegin Kommissarin Julia Jungklausen. Sie ist 15 Jahre jünger und außerdem die neue Lebenspartnerin des Noch-Ehemannes von Irene, Hans Gaup. Unterstützung erhalten sie von ihren beiden Kollegen Wiebke Lohrmann und Ernst Wiesner.

## Besetzung
| Schauspieler/in  | Rollenname        | Rolle                    | Episoden | Zeitraum |
| ---------------- | ----------------- | ------------------------ | -------- | -------- |
| Caroline Peters  | Irene Gaup        | Kriminalhauptkommissarin | 1–       | 2022–    |
| Natalia Belitski | Julia Jungklausen | Kriminalkommissarin      | 1–       | 2022–    |
| Götz Schubert    | Hans Gaup         | Staatsanwalt             | 1–       | 2022–    |
| Cino Djavid      | Ede Koschinski    | Rechtsmediziner          | 1–       | 2022–    |

## Episodenliste
| Nr. | Originaltitel | Erstausstrahlung | Regie                | Drehbuch                                           | Zuschauer | Einschaltquote |
| --- | ------------- | ---------------- | -------------------- | -------------------------------------------------- | --------- | -------------- |
| 1   | Das böse Kind | 29. Jan. 2022    | Vanessa Jopp         | Annette Simon                                      | 6,99 Mio. | 23,8 % MA      |
| 2   | Für immer     | 29. Okt. 2022    | Maria von Heland     | Annette Simon, Stefan Schaller                     | 4,98 Mio. | 19,1 % MA      |
| 3   | Abgetaucht    | 30. Dez. 2023    | Christiane Balthasar | Katrin Goetter, Annette Simon, Boris von Sychowski | 4,43 Mio. | 18,9 % MA      |

## Kritiken
Tilmann P. Gangloff schrieb bei tittelbach.tv: „Um in der Krimischwemme aufzufallen, setzen einige Sender immer noch gern […] auf krasse Kontraste zwischen den Hauptfiguren. Das gilt auch für [die neue] ZDF-Reihe „Kolleginnen“ […] Mit Caroline Peters und Natalia Belitski sind die Rollen zwar passend und sehr gut besetzt,“ aber dass sie anfangs nur „konfrontativ ablaufen […], ist etwas anstrengend.“ „Darüber hinaus haben Autorin Annette Simon und Regisseurin Vanessa Jopp das Konfliktpotenzial auf die Spitze getrieben und die beiden Frauen nicht nur äußerlich denkbar gegensätzlich gestaltet: Die blonde Berlinerin Gaup ist herzlich, bodenständig, zweckmäßig gekleidet, benutzt wenig Make-up und fährt Fahrrad. Die brünette Mini-Fahrerin Jungklausen stammt aus Thüringen, ist deutlich jünger, gibt sich betont distanziert, schüttet ständig ein Energiegetränk in sich hinein und legt sichtbar viel Wert auf ein elegantes Erscheinungsbild. Vor allem aber zeichnet sie sich durch einen erschreckenden Mangel an sozialer Kompetenz aus. Wo Gaup behutsam und mit Empathie vorgeht, treibt sie die Menschen in die Enge.“ „Warum Buch und Regie Julia Jungklausen derart negativ anlegen, wird nicht recht ersichtlich. Offenbar ging es in erster Linie darum, einen möglichst großen Kontrast zur Kollegin herzustellen“. „Wenigstens wirkt das Verhalten dank Natalia Belitski weder bemüht noch aufgesetzt, sodass die Rolle in sich schlüssig bleibt.“